# Xanthoanaptychia
Xanthoanaptychia är ett släkte av lavar. Xanthoanaptychia ingår i familjen Teloschistaceae, ordningen Teloschistales, klassen Lecanoromycetes, divisionen sporsäcksvampar och riket svampar.
|                  | Fulgensia                                  |
|                  |                                            |
|                  | Caloplaca                                  |
|                  |                                            |
|                  | Xanthoria                                  |
|                  |                                            |
|                  | Oxneria                                    |
|                  |                                            |
| Xanthoanaptychia | \| \| Xanthoanaptychia kotovii \| \| \| \| |
|                  | \| \| Xanthoanaptychia kotovii \| \| \| \| |
|                  | Xanthomendoza                              |
|                  |                                            |
|                  | Seirophora                                 |
|                  |                                            |
|                  | Teloschistes                               |
|                  |                                            |
|                  | Xanthoanaptychia kotovii                   |
|                  |                                            |

|  | Xanthoanaptychia kotovii |
|  |                          |